# Angelika Scholz
Angelika Scholz (* 10. August 1945 in Rotenburg an der Fulda) ist eine hessische Politikerin (CDU) und ehemalige Abgeordnete des Hessischen Landtags.

## Ausbildung und Beruf
Nach ihrem Schulabschluss machte Frau Scholz von 1963 bis 1966 eine Ausbildung als Werbegestalterin und arbeitete bis 1969 in diesem Beruf. Angelika Scholz ist katholisch, verheiratet und hat ein Kind.

## Politik
Seit 1973 ist sie Mitglied der CDU und dort seit 1998 Mitglied im Landesvorstand der CDU Hessen und seit 2001 Präsidiumsmitglied der CDU Hessen. Seit 2000 ist Frau Scholz Landesvorsitzende der Frauen-Union Hessen.
Kommunalpolitisch ist sie seit 1977 als Abgeordnete des Kreistags Hersfeld-Rotenburg und von 1989 bis 1997 als Abgeordnete im Landeswohlfahrtsverband Hessen aktiv. Von 1997 bis 2001 war sie Vorsitzende der Kreistagsfraktion.
Abgeordnete im hessischen Landtag (Wahlkreis: 10 – Rotenburg) war Frau Scholz seit dem 6. Juli 1995 und dort Stellvertretende Vorsitzende des Unterausschusses für Finanzcontrolling und Verwaltungssteuerung seit 5. April 2003 sowie Mitglied im Ältestenrat, Hauptausschuss, Haushaltsausschuss und Präsidium. Bei der Landtagswahl in Hessen 2009 konnte sie kein Mandat erringen und schied aus dem Landtag aus.